# Matthew Holman
| Odkryte planetoidy: 11 | Odkryte planetoidy: 11 |
| ---------------------- | ---------------------- |
| (44594) 1999 OX3       | 21 lipca 1999          |
| (45802) 2000 PV29      | 5 sierpnia 2000        |
| (54520) 2000 PJ30      | 5 sierpnia 2000        |
| (60620) 2000 FD8       | 27 marca 2000          |
| (60621) 2000 FE8       | 27 marca 2000          |
| (76803) 2000 PK30      | 5 sierpnia 2000        |
| (182222) 2000 YU1      | 16 grudnia 2000        |
| (182223) 2000 YC2      | 17 grudnia 2000        |
| (468422) 2000 FA8      | 27 marca 2000          |
| (469333) 2000 PE30     | 5 sierpnia 2000        |
| (506439) 2000 YB2      | 16 grudnia 2000        |
| 1. 2. 3. 4.            |                        |

Matthew J. Holman (ur. 1967) – astrofizyk ze Smithsonian Astrophysical Observatory, wykładowca na Uniwersytecie Harvarda. Studiował na MIT, gdzie otrzymał swój licencjat z matematyki w 1989 i doktorat z planetologii w 1994.
Był częścią zespołu, który odkrył liczne nieregularne satelity Saturna (Albioriks), Urana (Prospero, Setebos, Stefano, Trinculo, Francisco, Ferdynand) i Neptuna (Halimede, Sao, Laomedeia, Neso).
Odkrył 11 planetoid, z czego 4 samodzielnie, a 7 wspólnie z innymi astronomami.
Jego imieniem została nazwana planetoida (3666) Holman.
W 1998 roku otrzymał nagrodę Newcomb Cleveland Prize za artykuł opublikowany w czasopiśmie Science –   The Origin of Chaos in the Outer Solar System.